# La Souterraine
La Souterraine är en kommun i departementet Creuse i regionen Nouvelle-Aquitaine i de centrala delarna av Frankrike. Kommunen ligger i kantonen La Souterraine som tillhör arrondissementet Guéret. År 2022 hade La Souterraine 4 928 invånare.

## Befolkningsutveckling
Antalet invånare i kommunen La Souterraine
Referens:INSEE